# Seznam medailistů na mistrovství Evropy – maraton
Toto je kompletní seznam medailistů v maratonu na mistrovství Evropy v atletice mužů od roku 1934 do současnosti.

## Muži
| Rok  | Místo     | Zlato                            | Výkon vítěze                     | Stříbro                          | Bronz                            |
| ---- | --------- | -------------------------------- | -------------------------------- | -------------------------------- | -------------------------------- |
| 1934 | Turín     | Armas Toivonen                   | 2.52:29,0                        | Thore Enochsson                  | Aurelie Genghini                 |
| 1938 | Paříž     | Väinö Muinonen                   | 2.37:28,8                        | Squire Yarrow                    | Henry Palme                      |
| 1946 | Oslo      | Mikko Hietanen                   | 2.24:55                          | Väinö Muinonen                   | Jakov Puñko                      |
| 1950 | Brusel    | Jack Holden                      | 2.32:13,2                        | Veikko Karvonen                  | Fedosij Vanin                    |
| 1954 | Bern      | Veikko Karvonen                  | 2.24:51,6                        | Boris Grišajev                   | Ivan Filin                       |
| 1958 | Stockholm | Sergej Popov                     | 2.15:17,0                        | Ivan Filin                       | Fred Norris                      |
| 1962 | Bělehrad  | Brian Kilby                      | 2.23:18,8                        | Aurèle Vandendriessche           | Viktor Bajkov                    |
| 1966 | Budapešť  | James Hogan                      | 2.20:04,6                        | Aurèle Vandendriessche           | Gyula Tóth                       |
| 1969 | Athény    | Ron Hill                         | 2.16:47,8                        | Gaston Roelants                  | Jim Alder                        |
| 1971 | Helsinky  | Karel Lismont                    | 2.13:09,0                        | Trevor Wright                    | Ron Hill                         |
| 1974 | Řím       | Ian Thompson                     | 2.13:18,8                        | Eckhard Lesse                    | Gaston Roelants                  |
| 1978 | Praha     | Leonid Mosejev                   | 2.11:57,5                        | Nikolaj Penzin                   | Karel Lismont                    |
| 1982 | Athény    | Gerard Nijboer                   | 2.15:16                          | Armand Parmentier                | Karel Lismont                    |
| 1986 | Stuttgart | Gelindo Bordin                   | 2.10:54                          | Orlando Pizzolato                | Herbert Steffny                  |
| 1990 | Split     | Gelindo Bordin                   | 2.14:02                          | Gianni Poli                      | Dominique Chauvelier             |
| 1994 | Helsinky  | Martín Fiz                       | 2.10:31                          | Diego García                     | Alberto Juzdado                  |
| 1998 | Budapešť  | Stefano Baldini                  | 2.12:01                          | Danilo Goffi                     | Vincenzo Modica                  |
| 2002 | Mnichov   | Janne Holmén                     | 2.12:14                          | Pavel Loskutov                   | Julio Rey                        |
| 2006 | Göteborg  | Stefano Baldini                  | 2.11:32                          | Viktor Röthlin                   | Julio Rey                        |
| 2010 | Barcelona | Viktor Röthlin                   | 2.15:31                          | José Manuel Martínez             | Dmitrij Safronov                 |
| 2012 | Helsinky  | závod neproběhl                  | závod neproběhl                  | závod neproběhl                  | závod neproběhl                  |
| 2014 | Curych    | Daniele Meucci                   | 2.11:08                          | Yared Shegumo                    | Alexej Reunkov                   |
| 2016 | Amsterdam | Tadesse Abraham (půlmaraton)     | 1.02:03                          | Kaan Kigen Özbilen (půlmaraton)  | Daniele Meucci (půlmaraton)      |
| 2018 | Berlín    | Koen Naert                       | 2.09:51 RM                       | Tadesse Abraham                  | Yassine Rachik                   |
| 2020 | Paříž     | zrušeno kvůli pandemii covidu-19 | zrušeno kvůli pandemii covidu-19 | zrušeno kvůli pandemii covidu-19 | zrušeno kvůli pandemii covidu-19 |
| 2022 | Mnichov   | Richard Ringer                   | 2.10:21                          | Maru Teferi                      | Gashau Ayale                     |
| 2024 | Řím       | Yemaneberhan Crippa (půlmaraton) | 1:01,03                          | Pietro Riva (půlmaraton)         | Amanal Petros (půlmaraton)       |

## Ženy
- Závod žen se poprvé uskutečnil v roce 1982

| Rok  | Místo     | Zlato                                     | Výkon vítěze                     | Stříbro                          | Bronz                                    |
| ---- | --------- | ----------------------------------------- | -------------------------------- | -------------------------------- | ---------------------------------------- |
| 1982 | Athény    | Rosa Motaová                              | 2.36:04                          | Laura Fogliová                   | Ingrid Kristiansenová                    |
| 1986 | Stuttgart | Rosa Motaová                              | 2.28:38                          | Laura Fogliová                   | Jekatěrina Chramenkovová                 |
| 1990 | Split     | Rosa Motaová                              | 2.31:27                          | Valentina Jegorovová             | Maria Rebelová                           |
| 1994 | Helsinky  | Manuela Machadová                         | 2.29:54                          | Maria Curatolová                 | Adriana Barbuová                         |
| 1998 | Budapešť  | Manuela Machadová                         | 2.27:10                          | Madina Biktagirovová             | Maura Viceconteová                       |
| 2002 | Mnichov   | Maria Guidaová                            | 2.26:05                          | Luminita Zaitucová               | Sonja Oberemová                          |
| 2006 | Göteborg  | Ulrike Maischová                          | 2.30:01                          | Olivera Jevtićová                | Irina Permitinová                        |
| 2010 | Barcelona | Anna Incertiová                           | 2:32:48                          | Taťjana Filonjuková              | Isabellah Anderssonová                   |
| 2012 | Helsinky  | závod neproběhl                           | závod neproběhl                  | závod neproběhl                  | závod neproběhl                          |
| 2014 | Curych    | Christelle Daunayová                      | 2.25:14 RM                       | Valeria Straneová                | Jéssica Augustová                        |
| 2016 | Amsterdam | Sara Moreirová (půlmaraton)               | 1.10:19                          | Veronica Ingleseová (půlmaraton) | Jéssica Augustová (půlmaraton)           |
| 2018 | Berlín    | Volha Mazuronaková                        | 2.26:22                          | Clémence Calvinová               | Eva Vrabcová Nývltová                    |
| 2020 | Paříž     | zrušeno kvůli pandemii covidu-19          | zrušeno kvůli pandemii covidu-19 | zrušeno kvůli pandemii covidu-19 | zrušeno kvůli pandemii covidu-19         |
| 2022 | Mnichov   | Aleksandra Lisowska                       | 2.28:36                          | Matea Parlov Koštro              | Nienke Brinkmanová                       |
| 2024 | Řím       | Karoline Bjerkeli Grøvdalová (půlmaraton) | 1.08:09                          | Joan Chelimová (půlmaraton)      | Calli Haugerová-Thackeryová (půlmaraton) |